# Franz Viktor Augustin von Roll von Emmenholz
Franz Viktor Augustin von Roll von Emmenholz (getauft am 6. Mai 1700 in Solothurn; † 8. Juni 1773 ebenda) war ein Schweizer Politiker.

## Leben
Franz von Roll war katholisch und von Solothurn. Er war Sohn des Johann Georg, eines Hauptmanns, und der Maria Jakobea Reding von Biberegg sowie Enkel von Johann Ludwig von Roll von Emmenholz. 1728 heiratete er Johanna Margaretha Viktoria Besenval, Tochter von Peter Joseph Besenval.
Ab 1720 leistete er Solddienst in Frankreich. 1726 wurde er Solothurner Grossrat. Von 1728 bis 1732 war er Dolmetscher der französischen Ambassade. 1732 wurde er Jungrat, 1743 Altrat und Seckelmeister und 1748 Venner. Von 1759 bis 1773 war von Roll Solothurner Schultheiss. Von 1747 bis 1768 (bis zu seinem Schlaganfall) war er regelmässig Tagsatzungsgesandter.
In Solothurn war von Roll, der mit Abstand das grösste Vermögen besass, das Haupt der französischen Partei. 1749 kaufte er Herrschaft und Schloss Hilfikon, wo er eine neue Kapelle erbauen und reich ausschmücken liess. Er richtete einige kirchliche Stiftungen ein und stand mit verschiedenen eidgenössischen Politikern im Briefwechsel. Ab 1746 war er Ritter vom Heiligen Grab in Jerusalem.

## Archive
- Familienarchiv, Solothurn (Privatbesitz).